# Bienvenido a Bingo
Bienvenido a Bingo is het 32ste album uit de reeks Marsupilami. Het verhaal werd geschreven door Stéphan Colman en getekend door Batem (Luc Collin), met inkleuring van Cerise. Het album werd in 2019 uitgegeven door Marsu Productions. Het verhaal werd in 2019 in het Frans voorgepubliceerd in Spirou, in de nummers 4225 tot en met 4230.
In het verhaal spelen vrouwen de hoofdrollen. De marsupilami die gewoonlijk de hoofdrol op zich neemt, komt bijna niet aan bod. Colman beweert al langer met dat idee te hebben rondgelopen, maar het concreet te hebben willen maken sinds de opkomst van het "neofeminisme" en de MeToo-beweging. Een van de rollen is voor Rosita Parquez, van wie de naam verwijst naar Rosa Parks, die streed tegen de rassensegregatie in de VS.
Van dit album gaf Éditions Black and White in de oorspronkelijke taal, het Frans, een op 500 exemplaren gelimiteerde versie van dit album uit ter ere van het stripfestival in Straatsburg. Het heeft een andere covertekening en twee ex libris, waarvan één door Batem gesigneerd. De ex libris bestaan uit de zwart-witversie van de tekening op de achterzijde en uit de covertekening van het reguliere album.

## Verhaal
In Palombië staat in provincie Macho-Picho de eeuwenoude cactus 'El viejo milagroso' - "de oude wonderbaarlijke" - waaraan mannen hun wensen vastmaken door ze op de naalden te spelden in de hoop dat ze uitkomen. De cactus wordt in zijn bestaan bedreigd door de opkomst van de casinostad Bingo, die bovendien door en voor mannen wordt ontwikkeld. Diana Fosset - een oude bekende uit de reeks, etnobotaniste van beroep en feministe - wil de plant beschermen en trekt naar Bingo. Doordat ze de kleine meisjesmarsupilami Bibi als verstekeling bij heeft, wordt ze door de politie tegengehouden. Na hevig protest wordt ze veroordeeld tot een straf in een erg hete vrouwengevangenis, waar volop ingezet wordt op het bevestigen van clichés over vrouwen en waar ze kennis maakt met feministe Rosita Parquez, die strijdt tegen de "fallocraten", de masculinistische machthebbers. Bibi, ontsnapt bij de politie, krijgt hulp van een verwante soort om een tunnel te graven tot binnen de gevangenismuren, waar de vrouwen door kunnen ontsnappen.
Tijdens haar vlucht in de woestijn komen Diana en Bibi terecht in een kamp van ontdekkingsreiziger en hippie George en zijn kangoeroe Jump. Met heel wat stom geluk belandt het viertal bij Ramon Testosteron, de projectontwikkelaar die Diana wou bestrijden en die allerminst opgezet is met hun bezoek. Met hulp van Diana's vriendinnen uit de gevangenis en de mama Marsupilami, al dagenlang op zoek naar Bibi, overmeesteren ze de man. De ontsnapte vrouwen hebben intussen al gezorgd voor een heuse revolutie in het land, waardoor de vrouwen meer macht kregen. Het casinoproject dat de cactus bedreigde, belandt in de vuilnisbak en in Bingo zijn de rollen voor mannen en vrouwen volledig gekeerd. De cactus is ook niet langer enkel voor mannen bedoeld, maar voortaan net alleen voor vrouwen.
Diana keert na de gebeurtenissen terug naar het oerwoud, maar niet zonder George, Jump en een stekje van de oude cactus.